# Municipio de Ewington
El municipio de Ewington (en inglés: Ewington Township) es un municipio ubicado en el condado de Jackson en el estado estadounidense de Minnesota. En el año 2010 tenía una población de 244 habitantes y una densidad poblacional de 2,64 personas por km².

## Geografía
El municipio de Renato se encuentra ubicado en las coordenadas 43°37′50″N 95°23′41″O / 43.63056, -95.39472. Según la Oficina del Censo de los Estados Unidos, el municipio tiene una superficie total de 92.55 km², de la cual 92,55 km² corresponden a tierra firme y (0 %) 0 km² es agua.

## Demografía
Según el censo de 2010, había 244 personas residiendo en el municipio de Ewington. La densidad de población era de 2,64 hab./km². De los 244 habitantes, el municipio de Ewington estaba compuesto por el 87,3 % blancos, el 0,41 % eran afroamericanos, el 0,82 % eran asiáticos, el 6,15 % eran de otras razas y el 5,33 % eran de una mezcla de razas. Del total de la población el 10,66 % eran hispanos o latinos de cualquier raza.